# Rougetius rougetii
Rougetius rougetii là một loài chim trong họ Rallidae.